# Pablo Symbol
Pablo Symbol, auteur-compositeur-interprète camerounais, est le pseudonyme de Patrice Ndombol. Ses chansons sont faites d'aphorismes et de jeux de mots, de coups de cœur et de coups de gueule.

## Note
1. ↑  Cf. notice M'n'd productions du catalogue de la BnF.

## Discographie
- Symbiose, 1994 (Gohen Music PS11)
- Afrodisiak, 1996 (Polygamix)
- Ma graine, 2000 (Label / M’n’D)
- De jadis, 2003 (?)